# Wereldbeker bobsleeën 2015/2016
De wereldbeker bobsleeën in het seizoen 2015/2016 (officieel: BMW IBSF World Cup Bob & Skeleton 2015/2016) liep van 28 november 2015 tot en met 28 februari 2016. De competitie werd georganiseerd door de FIBT, gelijktijdig met de wereldbeker skeleton.
De competitie omvatte dit seizoen acht wedstrijden in de drie traditionele onderdelen van het bobsleeën. Bij de mannen de twee- en viermansbob en bij de vrouwen de tweemansbob. De zevende wereldbekerwedstrijd in Sankt Moritz gold voor de Europese deelnemers tevens als het Europees kampioenschap.
De titels gingen dit seizoen naar de piloten Won Yun-jong (Zuid-Korea, tweemansbob) en Maximilian Arndt (Duitsland, viermansbob) bij de mannen en Kaillie Humphries (Canada, tweemansbob) bij de vrouwen.

## Wereldbeker punten
De eerste 30 in het dagklassement kregen punten voor het wereldbekerklassement toegekend. De top 20 na de eerste run ging verder naar de tweede run. De overige deelnemers kregen hun punten toegekend op basis van hun klassering na de eerste run. De onderstaande tabel geeft de punten per plaats weer.
| Klassering = punten                          | Klassering = punten                           | Klassering = punten                               | Klassering = punten                          | Klassering = punten                          | Klassering = punten                          |
| -------------------------------------------- | --------------------------------------------- | ------------------------------------------------- | -------------------------------------------- | -------------------------------------------- | -------------------------------------------- |
| 1e = 225 2e = 210 3e = 200 4e = 192 5e = 184 | 6e = 176 7e = 168 8e = 160 9e = 152 10e = 144 | 11e = 136 12e = 128 13e = 120 14e = 112 15e = 104 | 16e = 96 17e = 88 18e = 80 19e = 74 20e = 68 | 21e = 62 22e = 56 23e = 50 24e = 45 25e = 40 | 26e = 36 27e = 32 28e = 28 29e = 24 30e = 20 |

## Tweemansbob (m)

### Uitslagen
| Datum      | Plaats       | Eerste                                        | Tweede                                       | Derde                                         |
| ---------- | ------------ | --------------------------------------------- | -------------------------------------------- | --------------------------------------------- |
| 28/11/2015 | Altenberg    | Duitsland Francesco Friedrich Thorsten Margis | Letland Oskars Melbārdis Daumants Dreiškens  | Zuid-Korea Won Yun-jong Seo Young-woo         |
| 05/12/2015 | Winterberg   | Duitsland Francesco Friedrich Thorsten Margis | Letland Oskars Melbārdis Daumants Dreiškens  | Zuid-Korea Won Yun-jong Seo Young-woo         |
| 12/12/2015 | Königssee    | Duitsland Francesco Friedrich Thorsten Margis | Letland Oskars Melbārdis Daumants Dreiškens  | Duitsland Nico Walther Marko Hübenbecker      |
| 09/01/2016 | Lake Placid  | Verenigde Staten Steven Holcomb Carlo Valdes  | Duitsland Nico Walther Christian Poser       | Zuid-Korea Won Yun-jong Seo Young-woo         |
| 22/01/2016 | Whistler     | Zwitserland Rico Peter Thomas Amrhein         |                                              | Rusland Aleksandr Kasjanov Aleksej Poesjkarev |
| 22/01/2016 | Whistler     | Zuid-Korea Won Yun-jong Seo Young-woo         |                                              | Rusland Aleksandr Kasjanov Aleksej Poesjkarev |
| 23/01/2016 | Whistler     | Canada Christopher Spring Lascelles Brown     | Letland Uģis Žaļims Intars Dambis            | Rusland Aleksandr Kasjanov Aleksej Poesjkarev |
| 06/02/2016 | Sankt Moritz | Zwitserland Beat Hefti Alex Baumann           | Verenigde Staten Steven Holcomb Carlo Valdes | Duitsland Nico Walther Christian Poser        |
| 27/02/2016 | Königssee    | Zuid-Korea Won Yun-jong Seo Young-woo         | Zwitserland Beat Hefti Alex Baumann          | Duitsland Francesco Friedrich Candy Bauer     |

### Eindstand
| #  | Naam                | Land | Tijd |
| -- | ------------------- | ---- | ---- |
| 1  | Won Yun-jong        | KOR  | 1562 |
| 2  | Nico Walther        | GER  | 1450 |
| 3  | Uģis Žaļims         | LAT  | 1410 |
| 4  | Rico Peter          | SUI  | 1337 |
| 5  | Oskars Melbārdis    | LAT  | 1334 |
| 6  | Francesco Friedrich | GER  | 1275 |
| 7  | Justin Kripps       | CAN  | 1256 |
| 8  | Steven Holcomb      | USA  | 1243 |
| 9  | Aleksandr Kasjanov  | RUS  | 1232 |
| 10 | Maximilian Arndt    | GER  | 1144 |

## Viermansbob (m)

### Uitslagen
| Datum      | Plaats       | Eerste                                                                     | Tweede                                                                     | Derde                                                                      |
| ---------- | ------------ | -------------------------------------------------------------------------- | -------------------------------------------------------------------------- | -------------------------------------------------------------------------- |
| 29/11/2015 | Altenberg    | Duitsland Francesco Friedrich Martin Putze Jannis Bäcker Thorsten Margis   | Duitsland Nico Walther Marko Hübenbecker Christian Poser Eric Franke       | Duitsland Maximilian Arndt Kevin Kuske Ben Heber Kevin Korona              |
| 06/12/2015 | Winterberg   | Duitsland Francesco Friedrich Martin Putze Jannis Bäcker Thorsten Margis   | Duitsland Maximilian Arndt Kevin Kuske Alexander Rödiger Ben Heber         | Duitsland Nico Walther Marko Hübenbecker Christian Poser Philipp Wobeto    |
| 13/12/2015 | Königssee    | Duitsland Nico Walther Gregor Bermbach Marko Hübenbecker Eric Franke       | Duitsland Maximilian Arndt Kevin Kuske Martin Putze Kevin Korona           | Zwitserland Rico Peter Thomas Amrhein Bror van der Zijde Simon Friedli     |
| 09/01/2016 | Lake Placid  | Duitsland Maximilian Arndt Martin Putze Ben Heber Kevin Korona             | Rusland Aleksandr Kasjanov Aleksej Poesjkarev Ilvar Hoezin Aleksej Zajtsev | Canada Justin Kripps Derek Plug Ben Coakwell Alexander Kopacz              |
| 16/01/2016 | Park City    | Rusland Aleksandr Kasjanov Ilvar Hoezin Aleksej Poesjkarev Aleksej Zajtsev | Duitsland Maximilian Arndt Martin Putze Ben Heber Kevin Korona             | Zwitserland Rico Peter Fabio Badraun Thomas Amrhein Simon Friedli          |
| 17/01/2016 | Park City    | Duitsland Nico Walther Marko Hübenbecker Christian Poser Eric Franke       | Duitsland Maximilian Arndt Martin Putze Ben Heber Kevin Korona             | Zwitserland Rico Peter Fabio Badraun Thomas Amrhein Bror van der Zijde     |
| 07/02/2016 | Sankt Moritz | Duitsland Maximilian Arndt Kevin Korona Martin Putze Ben Heber             | Oostenrijk Benjamin Maier Marco Rangl Markus Sammer Danut Ion Moldovan     | Letland Oskars Melbārdis Daumants Dreiškens Arvis Vilkaste Jānis Strenga   |
| 28/02/2016 | Königssee    | Duitsland Maximilian Arndt Alexander Rödiger Kevin Kuske Martin Putze      | Oostenrijk Benjamin Maier Marco Rangl Markus Sammer Danut Ion Moldovan     | Duitsland Francesco Friedrich Candy Bauer Martin Grothkopp Thorsten Margis |

### Eindstand
| # | Naam                | Land | Tijd |
| - | ------------------- | ---- | ---- |
| 1 | Maximilian Arndt    | GER  | 1715 |
| 2 | Francesco Friedrich | GER  | 1570 |
| 3 | Rico Peter          | SUI  | 1512 |
| 4 | Nico Walther        | GER  | 1492 |
| 5 | Aleksandr Kasjanov  | RUS  | 1459 |
| 6 | Justin Kripps       | CAN  | 1232 |
| 7 | Aleksej Stoelnev    | RUS  | 1208 |
| 8 | Simone Bertazzo     | ITA  | 1040 |
| 9 | Lamin Deen          | GBR  | 1032 |
| 9 | Oskars Ķibermanis   | LAT  | 1018 |

## Tweemansbob (v)

### Uitslagen
| Datum      | Plaats       | Eerste                                                | Tweede                                                | Derde                                             |
| ---------- | ------------ | ----------------------------------------------------- | ----------------------------------------------------- | ------------------------------------------------- |
| 27/11/2015 | Altenberg    | Canada Kaillie Humphries Melissa Lotholz              | België Elfje Willemsen Sophie Vercruyssen             | Verenigde Staten Jamie Greubel-Poser Lauren Gibbs |
| 27/11/2015 | Altenberg    | Canada Kaillie Humphries Melissa Lotholz              | België Elfje Willemsen Sophie Vercruyssen             | Oostenrijk Christina Hengster Sanne Dekker        |
| 05/12/2015 | Winterberg   | Verenigde Staten Jamie Greubel-Poser Cherelle Garrett | Verenigde Staten Elana Meyers-Taylor Kehri Jones      | Canada Kaillie Humphries Melissa Lotholz          |
| 11/12/2015 | Königssee    | Canada Kaillie Humphries Melissa Lotholz              | België Elfje Willemsen Sophie Vercruyssen             | Verenigde Staten Jamie Greubel-Poser Lauren Gibbs |
| 08/01/2016 | Lake Placid  | Verenigde Staten Jamie Greubel-Poser Cherelle Garrett | Canada Kaillie Humphries Melissa Lotholz              | Oostenrijk Christina Hengster Sanne Dekker        |
| 15/01/2016 | Park City    | Canada Kaillie Humphries Melissa Lotholz              | Oostenrijk Christina Hengster Sanne Dekker            | Verenigde Staten Jamie Greubel-Poser Lauren Gibbs |
| 23/01/2016 | Whistler     | Canada Kaillie Humphries Melissa Lotholz              | Verenigde Staten Jamie Greubel-Poser Cherelle Garrett | Oostenrijk Christina Hengster Sanne Dekker        |
| 06/02/2016 | Sankt Moritz | Verenigde Staten Elana Meyers-Taylor Lauren Gibbs     | Duitsland Anja Schneiderheinze Annika Drazek          | Canada Kaillie Humphries Melissa Lotholz          |
| 26/02/2016 | Königssee    | Verenigde Staten Elana Meyers-Taylor Kehri Jones      | Canada Kaillie Humphries Melissa Lotholz              | Duitsland Anja Schneiderheinze Annika Drazek      |

### Eindstand
| #  | Naam                   | Land | Tijd |
| -- | ---------------------- | ---- | ---- |
| 1  | Kaillie Humphries      | CAN  | 1720 |
| 2  | Jamie Greubel-Poser    | USA  | 1628 |
| 3  | Christina Hengster     | AUT  | 1546 |
| 4  | Elfje Willemsen        | BEL  | 1508 |
| 5  | Anja Schneiderheinze   | GER  | 1338 |
| 6  | An Vannieuwenhuyse     | BEL  | 1288 |
| 7  | Mariama Jamanka        | GER  | 992  |
| 8  | Elana Meyers-Taylor    | USA  | 820  |
| 9  | Maria Adela Constantin | ROU  | 712  |
| 10 | Sandra Kroll           | GER  | 528  |
| 10 | Katrin Beierl          | AUT  | 528  |

1983/1984 · 
1984/1985 · 
1985/1986 · 
1986/1987 · 
1987/1988 · 
1988/1989 · 
1989/1990 · 
1990/1991 · 
1991/1992 · 
1992/1993 · 
1993/1994 · 
1994/1995 · 
1995/1996 · 
1996/1997 · 
1997/1998 · 
1998/1999 · 
1999/2000 · 
2000/2001 · 
2001/2002 · 
2002/2003 · 
2003/2004 · 
2004/2005 · 
2005/2006 · 
2006/2007 · 
2007/2008 · 
2008/2009 ·
2009/2010 ·
2010/2011 ·
2011/2012 ·
2012/2013 ·
2013/2014 ·
2014/2015 ·
2015/2016 ·
2016/2017 ·
2017/2018 ·
2018/2019 ·
2019/2020 ·
2020/2021 ·
2021/2022 ·
2022/2023 ·
2023/2024 ·
2024/2025
Alpineskiën ·
Biatlon ·
Bobsleeën ·
Freestyleskiën ·
Langlaufen ·
Noordse combinatie ·
Rodelen ·
Schaatsen (junioren) ·
Schansspringen ·
Shorttrack ·
Skeleton ·
Snowboarden